# 수입 대체 산업화
국가가 더 많은 수익 창출을 위해서는 상대적으로 가격이 저렴한 기초재를 수출해서 비싼 완제품을 들여오는 것 보다 완제품을 자국 내에서 생산하는 것이 낫다. 따라서 완제품의 수입을 제한하기 시작한다. 그 방법으로는 수입품에 관세를 부과하거나, 혹은 쿼터(quotas), 내용규제(content regulations), 품질관리(quality control) 등의 비관세적인 조치를 활용한다. 이러한 산업화 전략은 본래 수입하던 상품을 국내에서 생산한 상품으로 '대체'한다는 점에서 '수입 대체 산업화'라는 이름으로 불린다.

## 같이 보기
- 국제무역
- 중상주의
- 보호무역
- 산업 정책
- 유치산업론